# Corrado Böhm

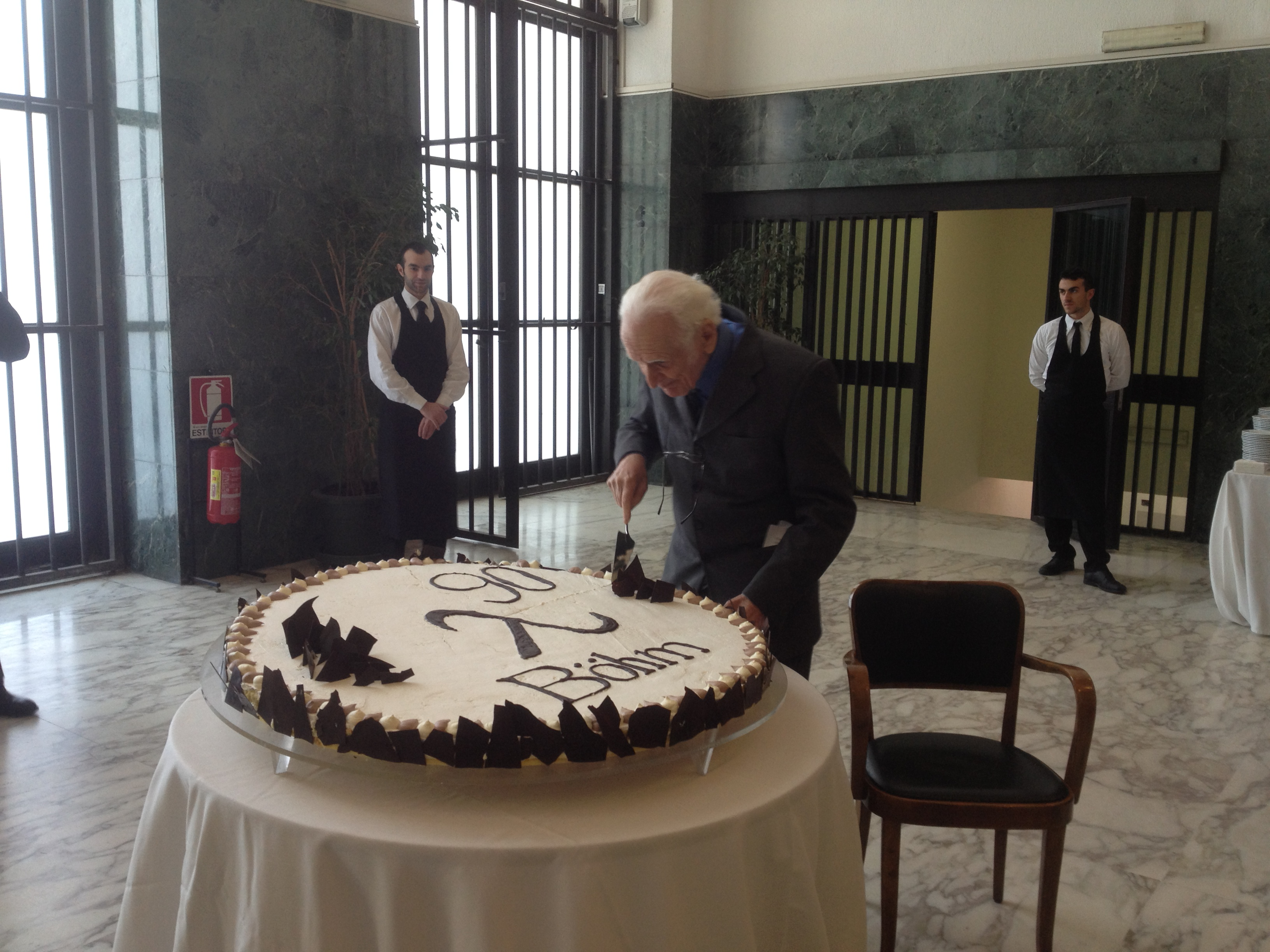
Corrado Böhm an seinem 90. Geburtstag auf der ETAPS-Konferenz in Rom (2013)

Corrado Böhm (* 17. Januar 1923 in Mailand; † 23. Oktober 2017) war ein italienischer theoretischer Informatiker und Computerpionier. Er war Professor an der Universität La Sapienza (Rom).

## Leben und Werk
Böhm ging 1942 in die Schweiz, machte 1946 seinen Abschluss in Elektrotechnik an der École polytechnique fédérale de Lausanne (damals EPUL) und wurde dann Forschungsassistent an der ETH Zürich, wo seine Hinwendung zur Informatik begann bei der Auswertung der Zuse Z4 von Konrad Zuse, die an der ETH 1950 installiert wurde. Er wurde dort 1952 in Mathematik bei Eduard Stiefel (und Paul Bernays, der ihn mit Turing-Maschinen bekannt machte) promoviert (Calculatrices digitales du déchiffrage de formules logico-mathématiques par la machine même dans la conception du programme). In ihr beschrieb er einen vollständigen Compiler und noch dazu als Erster einen später so genannten metazirkulären Compiler, also einen Compiler, der in seiner eigenen Sprache formuliert war. Er entwickelte auch einen Computer für symbolische Manipulation, beschrieben in einem italienischen Patent 1952.
1951 ging er wieder nach Italien, zunächst zu Olivetti, dann 1953 an das Istituto per le Applicazioni del Calcolo (IAC) des Consiglio Nazionale delle Ricerche in Rom (geleitet von Mauro Picone), wo damals der erste moderne italienische Computer in Zusammenarbeit mit der Firma Ferranti aus Manchester installiert wurde (FINAC), für dessen Auswertung Böhm verantwortlich war. Danach war er für die Programmierung von Analysis-Anwendungen am IAC zuständig.
In den 1960er Jahren begann er an der Universität Rom zu lehren (und an der Universität Pisa) und wandte sich theoretischer Informatik zu. Mit seinem Studenten Giuseppe Jacopini bewies er 1966 einen nach ihnen benannten Satz, der zu einem der Grundlagen der Strukturierten Programmierung wurde (auch nach Edsger W. Dijkstra unter dem Schlagwort Programmieren ohne Goto Befehl bekannt). Der Satz von Böhm-Jacopini besagt, dass nur durch abwechselndes Verwenden von (1) linearen Abfolgen von Befehlen (Sequenzen), (2) Verzweigungen und (3) Schleifen | Wiederholungen | Iterationen im Programmablaufplan dargestellte Algorithmen jede berechenbare Funktion beschrieben werden kann.
Ebenfalls in den 1960er Jahren begann er sich mit dem Lambda-Kalkül von Alonzo Church zu befassen und mit darauf basierenden funktionalen Programmiersprachen. 1968 bewies er den wichtigen Satz von Böhm; dass zwei Ausdrücke des Lambda-Kalküls mit syntaktisch verschiedener Normalform bezüglich β-Konversion und η-Konversion nicht identisch sein können. Auch die Methode des Beweises, die er verwandte (Böhm out technique), war einflussreich. Mit Wolf Gross entwickelte er eine funktionale Programmiersprache, die auf dem Lambda-Kalkül von Church und der kombinatorischen Logik von Haskell Brooks Curry basierte (CUCH).
Mit Dana Scott, Christopher Strachey und anderen war er außerdem ab 1964 Mitglied der Working Group 2.2 der IFIP (Formal description of programming concepts).
1968 erhielt er eine volle Professur in Modena und dann an der Universität Turin, wo er den Bereich Informatik aufbaute (anfangs aus einem einzigen Raum bestehend und eine IBM 360 nutzend, die auch den übrigen Fakultäten diente) und eine Gruppe in theoretischer Informatik. Ab 1974 war er Professor in Rom, wo er im selben Jahr eine internationale Konferenz zum Lambda-Kalkül organisierte. Ab 1988 war er in der neu gegründeten IFIP Working Group Functional Programming aktiv. Seine Forschung der letzten Jahrzehnte stellte das Normalisierungskonzept als Paradigma in der Programmierung heraus, insbesondere in funktionaler Programmierung.
Er war Ehrendoktor der Universität Mailand (1994). 2001 erhielt er den EATCS-Preis. Böhm war ab 1990 Mitglied der Academia Europaea.
Er war Mitherausgeber von Theoretical Computer Science.
1950 heiratete er die Malerin Eva Romanin Jacur, mit der er zwei Söhne und eine Tochter bekam. Corrado Böhm starb im Oktober 2017 im Alter von 94 Jahren.